# Olympische Sommerspiele 1912/Fechten – Degen Mannschaft (Männer)
Der Mannschaftswettkampf im Degenfechten bei den Olympischen Spielen 1912 in Stockholm fand vom 9. bis 10. Juli auf dem Östermalms IP statt.

## Wettkampfformat
Der Wettkampf bestand aus drei Runden. In jeder Runde gab es mehrere Gruppen, in denen im Jeder-gegen-jeden-Format gefochten wurde.

## Mannschaften
| Belgien | Böhmen | Böhmen | Dänemark                                                                                           |
| --- | --- | --- | -------------------------------------------------------------------------------------------------- |
| Henri Anspach Paul Anspach Fernand de Montigny Robert Hennet Jacques Ochs François Rom Gaston Salmon Victor Willems | Vilém Goppold von Lobsdorf Vilém Goppold von Lobsdorf junior Josef Javůrek Miroslav Klika František Kříž Josef Pfeiffer Vilém Tvrzský Zdenek Vávra | Vilém Goppold von Lobsdorf Vilém Goppold von Lobsdorf junior Josef Javůrek Miroslav Klika František Kříž Josef Pfeiffer Vilém Tvrzský Zdenek Vávra | Oluf Berntsen Jens Berthelsen Ejnar Levison Hans Olsen Ivan Osiier Lauritz Christian Østrup        |
| Deutsches Reich | Griechenland | Großbritannien | Niederlande                                                                                        |
| Emil Schön Friedrich Schwarz Heinrich Ziegler Hermann Plaskuda                                                      | Georgios Petropoulos Georgios Versis Kostas Kotzias Petros Manos Panagiotis Kambas Sotirios Notaris Tryfon Triantafyllakos                         | Edgar Amphlett John Blake Percival Davson Arthur Everitt Martin Holt Sydney Martineau Robert Montgomerie Edgar Seligman                            | Willem van Blijenburgh Arie de Jong Jetze Doorman Leonardus Salomonson George van Rossem           |
| Norwegen | Russisches Reich | Schweden | Vereinigte Staaten                                                                                 |
| Hans Bergsland Severin Finne Lars Aas Georges von Tangen                                                            | Gawriil Bertren Dmitri Knjaschewitsch Wladimir Sarnawski Pawel Guworski Wladimir Keiser Alexander Soldatenkow Leonid Martutschew                   | Einar Sörensen Eric Carlberg Georg Branting Gustaf Lindblom Louis Sparre Pontus von Rosen                                                          | Albertson Van Zo Post George Breed John MacLaughlin Scott Breckinridge Sherman Hall William Bowman |

## Ergebnis

### Viertelfinale

#### Gruppe A
| Rang | Nation          | Mannschaft | Mannschaft  | Einzelkämpfe | Einzelkämpfe | Anm. |
| Rang | Nation          | Siege      | Niederlagen | Siege        | Niederlagen  | Anm. |
| ---- | --------------- | ---------- | ----------- | ------------ | ------------ | ---- |
| 1    | Niederlande     | –          | –           | –            | –            | Q    |
| 1    | Deutsches Reich | –          | –           | –            | –            | Q    |

#### Gruppe B
| Rang | Nation           | Mannschaft | Mannschaft  | Einzelkämpfe | Einzelkämpfe | Anm. |
| Rang | Nation           | Siege      | Niederlagen | Siege        | Niederlagen  | Anm. |
| ---- | ---------------- | ---------- | ----------- | ------------ | ------------ | ---- |
| 1    | Großbritannien   | 1          | 0           | 12           | 5            | Q    |
| 1    | Belgien          | 1          | 0           | 9            | 2            | Q    |
| 3    | Russisches Reich | 0          | 2           | 7            | 21           |      |

#### Gruppe C
| Rang | Nation   | Mannschaft | Mannschaft  | Einzelkämpfe | Einzelkämpfe | Anm. |
| Rang | Nation   | Siege      | Niederlagen | Siege        | Niederlagen  | Anm. |
| ---- | -------- | ---------- | ----------- | ------------ | ------------ | ---- |
| 1    | Böhmen   | 1          | 0           | 10           | 9            | Q    |
| 1    | Schweden | 1          | 0           | 9            | 9            | Q    |
| 3    | Norwegen | 0          | 2           | 18           | 19           |      |

#### Gruppe D
| Rang | Nation             | Mannschaft | Mannschaft  | Einzelkämpfe | Einzelkämpfe | Anm. |
| Rang | Nation             | Siege      | Niederlagen | Siege        | Niederlagen  | Anm. |
| ---- | ------------------ | ---------- | ----------- | ------------ | ------------ | ---- |
| 1    | Dänemark           | 2          | 0           | 19           | 13           | Q    |
| 2    | Griechenland       | 1          | 1           | 17           | 17           | Q    |
| 3    | Vereinigte Staaten | 0          | 2           | 13           | 19           |      |

### Halbfinale

#### Gruppe A
| Rang | Nation         | Mannschaft | Mannschaft  | Einzelkämpfe | Einzelkämpfe | Anm. |
| Rang | Nation         | Siege      | Niederlagen | Siege        | Niederlagen  | Anm. |
| ---- | -------------- | ---------- | ----------- | ------------ | ------------ | ---- |
| 1    | Niederlande    | 3          | 0           | 28           | 25           | Q    |
| 2    | Großbritannien | 2          | 1           | 30           | 27           | Q    |
| 3    | Dänemark       | 1          | 2           | 25           | 27           |      |
| 4    | Böhmen         | 0          | 3           | 24           | 28           |      |

#### Gruppe B
| Rang | Nation          | Mannschaft | Mannschaft  | Einzelkämpfe | Einzelkämpfe | Anm. |
| Rang | Nation          | Siege      | Niederlagen | Siege        | Niederlagen  | Anm. |
| ---- | --------------- | ---------- | ----------- | ------------ | ------------ | ---- |
| 1    | Schweden        | 3          | 0           | 33           | 20           | Q    |
| 1    | Belgien         | 2          | 1           | 32           | 20           | Q    |
| 3    | Griechenland    | 1          | 2           | 25           | 29           |      |
| 4    | Deutsches Reich | 0          | 3           | 16           | 37           |      |

### Finale
| Rang | Nation         | Mannschaft | Mannschaft  | Einzelkämpfe | Einzelkämpfe |
| Rang | Nation         | Siege      | Niederlagen | Siege        | Niederlagen  |
| ---- | -------------- | ---------- | ----------- | ------------ | ------------ |
| 1    | Belgien        | 3          | 0           | 32           | 21           |
| 2    | Großbritannien | 1          | 2           | 26           | 28           |
| 3    | Niederlande    | 1          | 2           | 28           | 30           |
| 4    | Schweden       | 1          | 2           | 25           | 32           |

| Begegnungen    | Begegnungen    | Begegnungen |
| -------------- | -------------- | ----------- |
| Belgien        | Großbritannien | 10:7        |
| Belgien        | Niederlande    | 10:8        |
| Belgien        | Schweden       | 12:6        |
| Niederlande    | Großbritannien | 10:9        |
| Schweden       | Niederlande    | 11:10       |
| Großbritannien | Schweden       | 10:8        |